# Schizopera paradoxa
Schizopera paradoxa is een eenoogkreeftjessoort uit de familie van de Miraciidae. De wetenschappelijke naam van de soort is voor het eerst geldig gepubliceerd in 1934 door Daday.